# Alias Jimmy Valentine (film fra 1920)
Alias Jimmy Valentine er en amerikansk stumfilm fra 1920 af Edmund Mortimer og Arthur D. Ripley.

## Medvirkende
- Bert Lytell som Lee Randall/Jimmy Valentine
- Vola Vale som Rose Lane
- Eugene Pallette som 'Red' Jocelyn
- Wilton Taylor som Doyle
- Marc Robbins som Bill Avery